# Раштрапаті-Бхаван
Раштрапаті-Бхаван (гінді राष्ट्रपति भवन, англ. Rashtrapati Bhavan — «президентський палац» санскритом) — офіційна резиденція Президента Індії, розташована у Нью-Делі, Делі, Індія. Відкрита у 1931 році, до 1950 року будівля була відома як «Віце-королівський дім» та служила резиденцією Віце-короля Індії. Вона знаходиться в центрі збудованого британцями адміністративного району, відомого як Лаченсівське Делі. Це найбільша резиденція глави держави будь-якої країни у світі. Комплекс поєднує декілька архітектурних стилів; у британській традиції стиль, у якому побудований комплекс, іноді зветься Делійський ордер. Іноді в архітектурі будівлі виділяють едвардіанський стиль бароко з ліпниною та візерунками у класичних мотивах. Раштрапаті-Бхаван займає площу в 321 акрів, у палаці 340 кімнат, включаючи кімнати для гостей, приймальні, офіси, стайні та житлові приміщення для персоналу та охорони.

## Історія
Будівництво комплексу Раштрапаті-Бхаван почалося в 1910-ті за проектом відомого британських архітекторів Едвіна Лаченса та Герберта Бейкера і тривало з перервами аж до 1929, хоча дрібні доопрацювання тривали до 1930.
Після побудови Раштрапаті-Бхаван став резиденцією віце-короля Індії, а з 1950 — Президента республіки. Тут знаходяться знамениті Могольські сади в палаці Раштрапаті-Бхаван, які займають загальну площу 15 акрів землі. Тут ви зможете подивитися на 159 сортів троянд, 60 сортів бугенвіллії та багато інших сортів квітів. Цікаво буде відвідати музейний комплекс Раштрапаті-Бхаван (RBMC). Особливий інтерес має стара президентська церемоніальна двоколка, намальована з кіньми в натуральну величину. Відвідувачі можуть подивитися на автомобіль Mercedes, який подарував колишньому прем'єр-міністру Радживу Ганді король Йорданії. Також там є рідкісні фотографії Бхавана і руху свободи.
Тут є магазин «Стійка подарунків», де виставлені подарунки, отримані президентом країни з різних куточків світу, зокрема куб із тривимірними голографічними зображеннями, які відображаються одночасно з промовами різних президентів. У музеї також виставлено особисті речі президентів.
У 1931 на запрошення лорда Ірвіна Раштрапаті-Бхаван відвідав Махатма Ганді задовго до різних політичних керівників. Тоді Ганді взяв із собою щіпку солі на знак протесту проти англійців. У результаті пізніше в березні 1931 укладений так званий Пакт Ганді-Ірвіна.
Також існують інші архітектурні споруди Делі, такі як:
- Форт Фероз Шах Котла — знаходиться між Старим Делі і Нью-Делі[1]
- Акшардхам — індуїстський храмовий комплекс Делі[2]
- Чхатарпур Мандір — один із найбільших храмових комплексів, побудованих в Делі[3]
- Чандні-Чоук — досить галасливий район, який вважається одним із найстаріших в столиці країни Делі і немов увібравший у себе атмосферу Старого Делі[4]

## Галерея

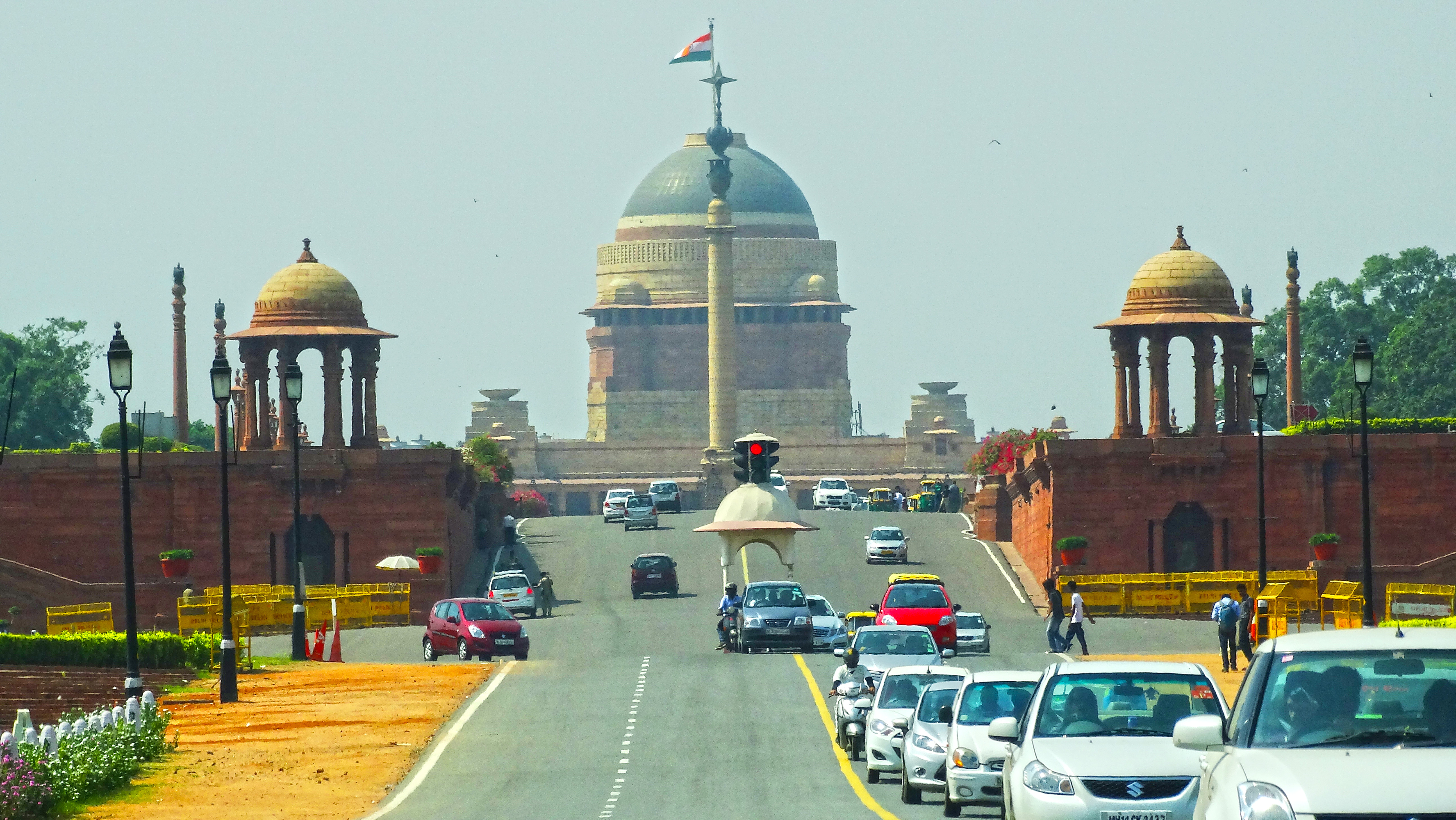
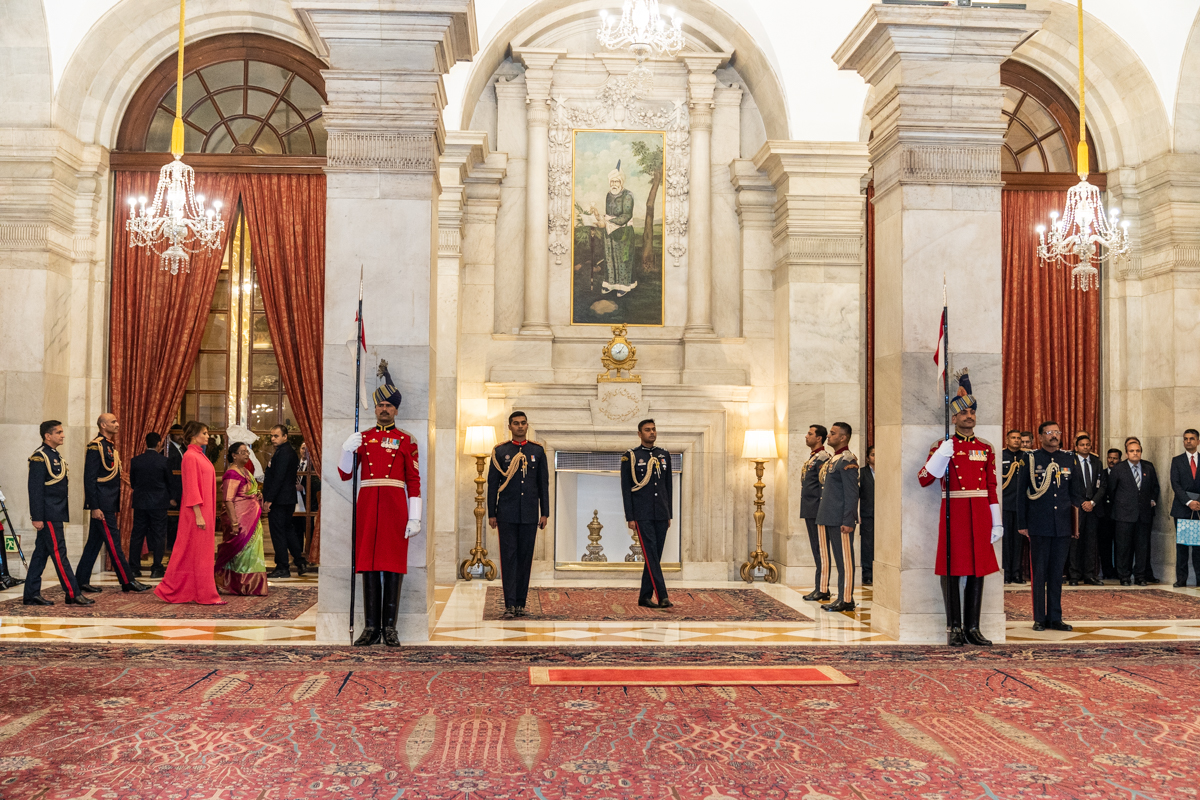
US First Lady Melania Trump at Rashtrapati Bhavan
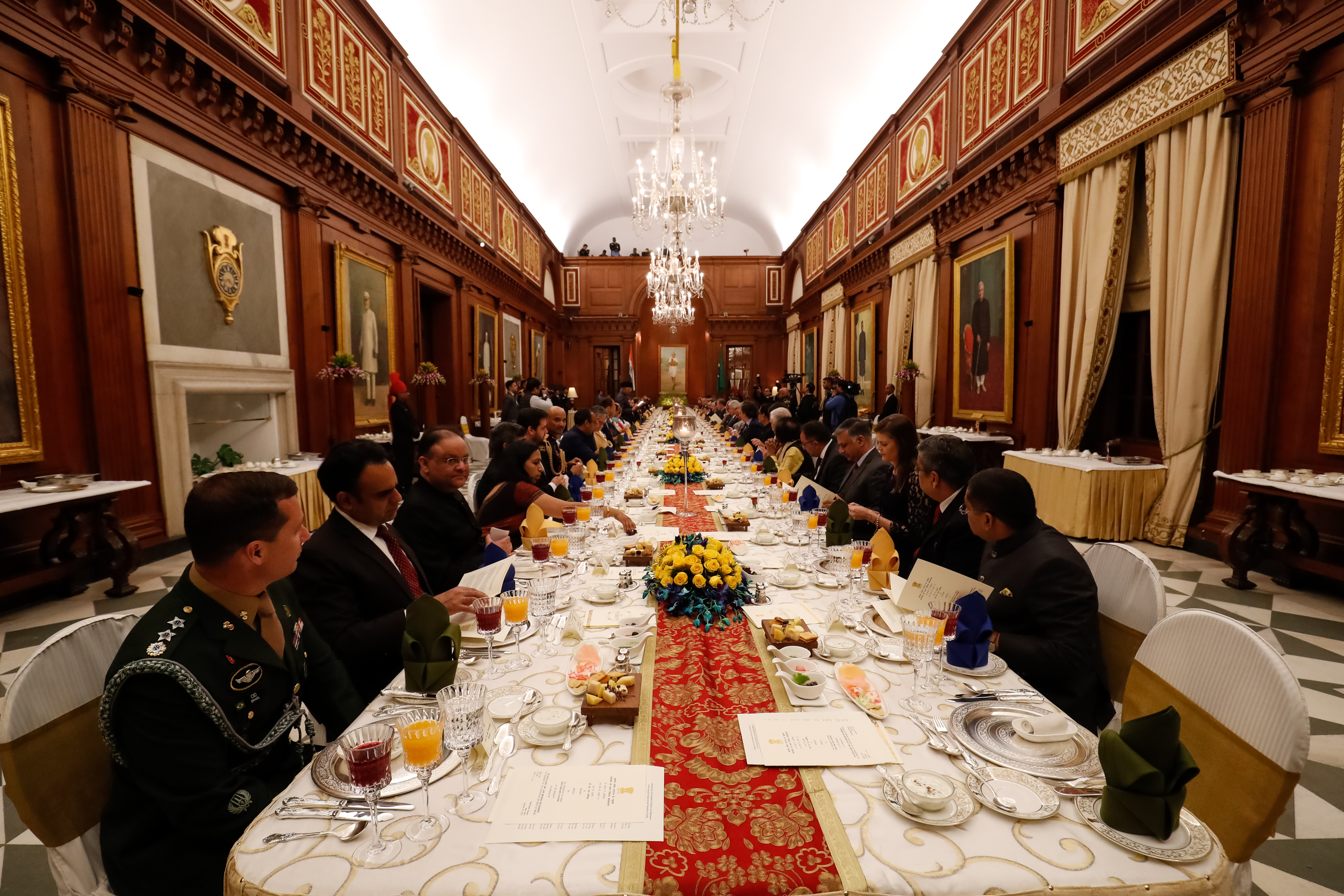
A banquet at the President's House
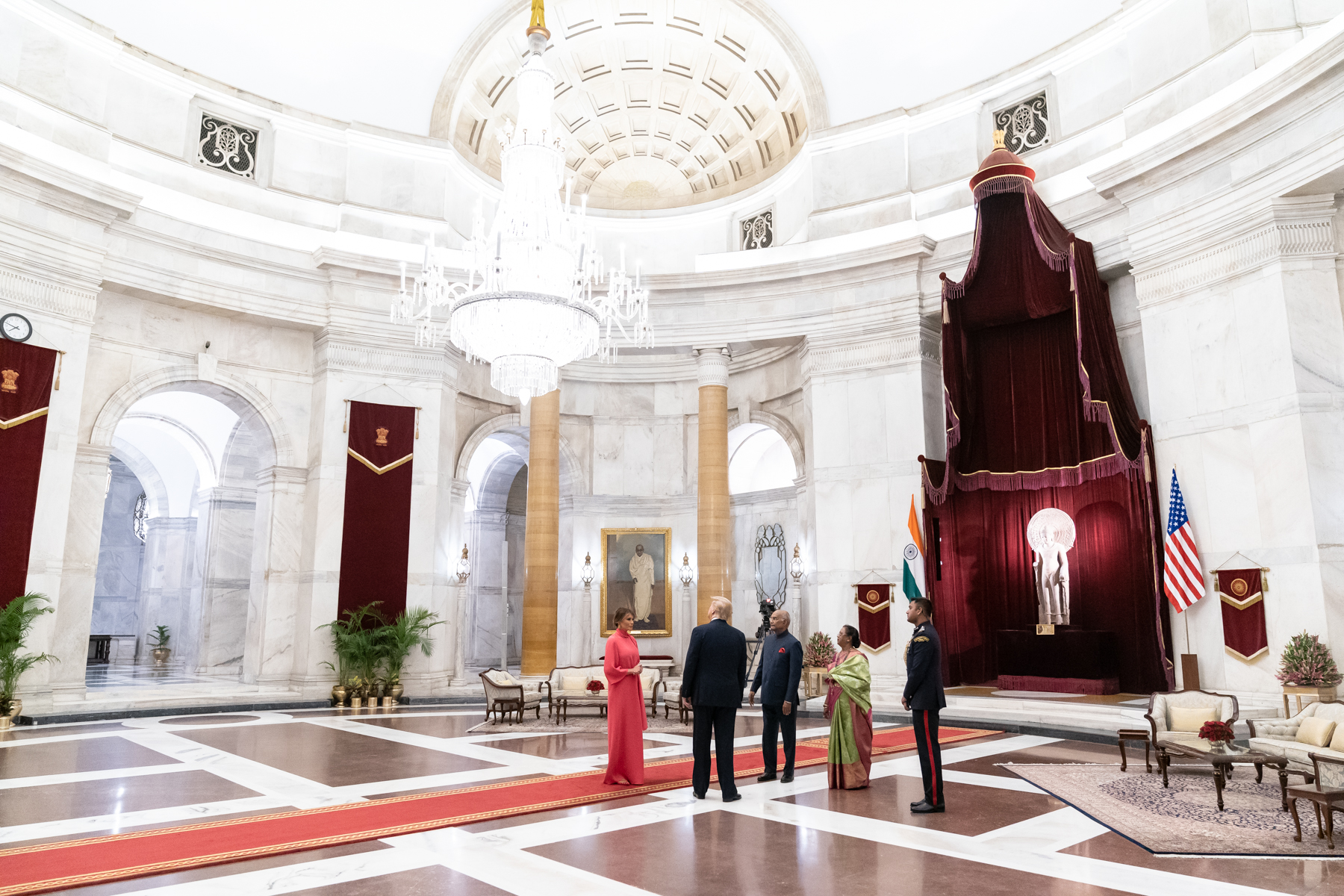
US President Trump and the US First Lady at Rashtrapati Bhavan
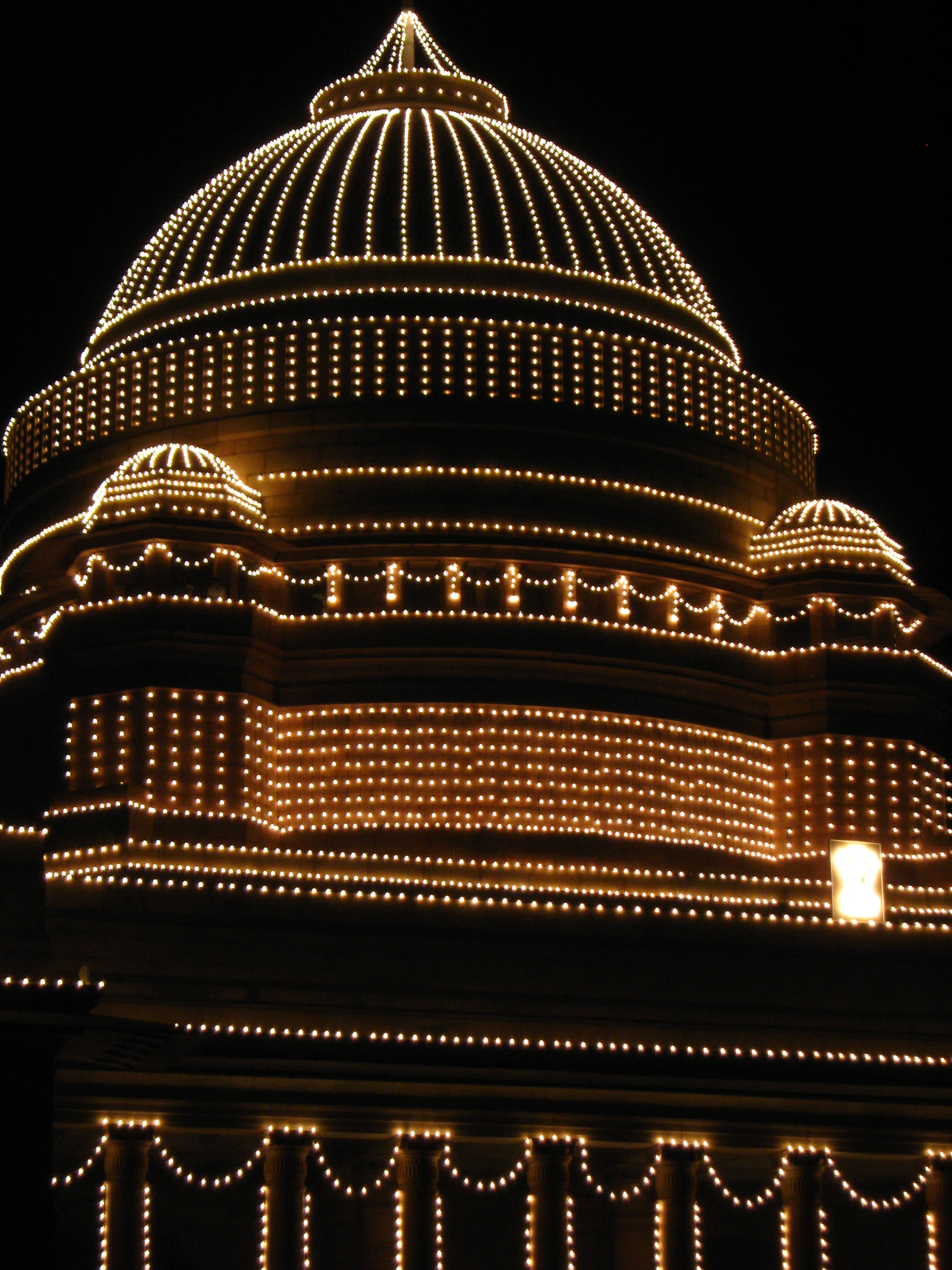
Rashtrapati Bhavan illuminated for Indian Republic Day
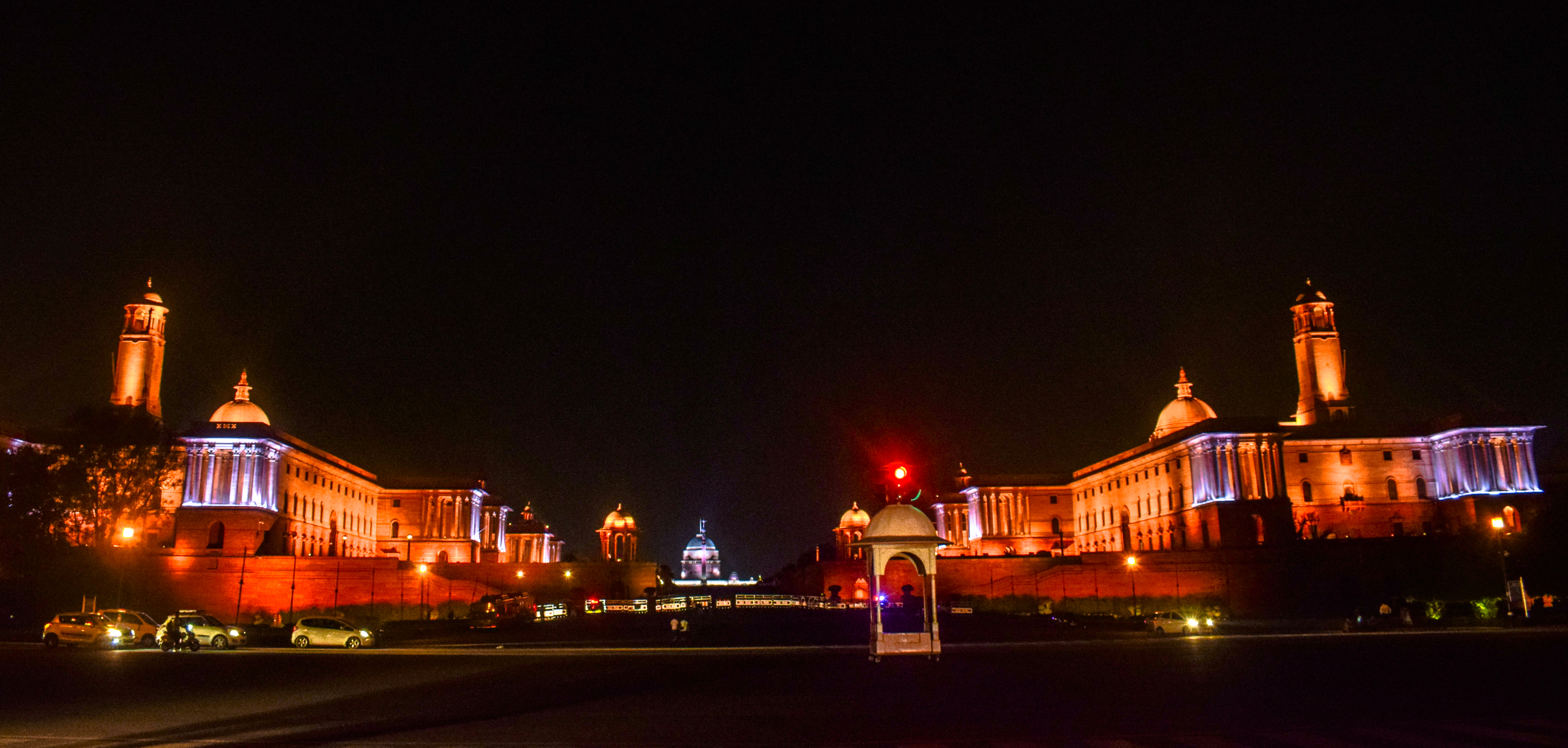
Rashtrapati Bhavan Night View